# 須藤海妃
須藤海妃（日语：／ Sudo Mei，2005年12月15日—），日本女子羽毛球运动员。現隸屬於Yonex羽毛球部。

## 球員生涯
2022年10月，須藤海妃代表日本队出战西班牙桑坦德举行的世界青年羽毛球錦標賽，随队赢得团体赛季军。
2023年7月，須藤海妃代表日本队出战印尼日惹市举行的亚洲青年羽毛球錦標賽，她与搭档山北奈绪在决赛中以2比1（21-19、14-21、23-21）战胜了韩国强档的朴雪／延书妍，赢得女子雙打冠軍，須藤／山北也成为日本羽毛球历史上首个亚青赛女雙冠军。同年9月，她代表日本队出战美国斯波坎举行的世界青年羽毛球錦標賽，她与搭档山北奈绪在半决赛中以1比2（21-18、16-21、13-21）不敌东道主、赛会3号种子的法蘭西絲卡·科比特/艾莉森·李，獲得季军。

## 主要比賽成績
只列出曾進入準決賽的國際賽事成績：
| 年份   | 賽事                     | 公開賽級別 | 項目     | 拍檔     | 成績   |
| ------ | ------------------------ | ---------- | -------- | -------- | ------ |
| 2022年 | 世界青年羽毛球錦標賽     | 其他       | 混合團體 | -        | 季軍   |
| 2023年 | 危地馬拉羽毛球未來系列賽 | 未來系列賽 | 女子單打 | -        | 亞軍   |
| 2023年 | 危地馬拉羽毛球未來系列賽 | 未來系列賽 | 女子雙打 | 山北奈緒 | 冠軍   |
| 2023年 | 亞洲青年羽毛球錦標賽     | 其他       | 混合團體 | -        | 冠軍   |
| 2023年 | 亞洲青年羽毛球錦標賽     | 其他       | 女子雙打 | 山北奈绪 | 冠軍   |
| 2023年 | 世界青年羽毛球錦標賽     | 其他       | 女子雙打 | 山北奈绪 | 季軍   |
| 2024年 | 北馬里亞納羽球公開賽     | 國際挑戰賽 | 女子雙打 | 遠藤美羽 | 準決賽 |
| 2025年 | 普吉府羽毛球國際系列賽   | 國際系列賽 | 女子雙打 | 關野里真 | 準決賽 |
| 2025年 | 泰國羽毛球國際系列賽     | 國際系列賽 | 女子雙打 | 櫻本絢子 | 準決賽 |
| 2025年 | 泰國羽毛球國際挑戰賽     | 國際挑戰賽 | 女子雙打 | 櫻本絢子 | 準決賽 |

| 2018-2026年 | 總決賽 | 超級1000賽 | 超級750賽 | 超級500賽 | 超級300賽 | 超級100賽 | 國際挑戰賽 | 國際系列賽 | 未來系列賽 | 其他 |